# Geronimo (bande dessinée)
Geronimo est une série de bandes dessinées d'Étienne Davodeau et Joub. C'est aussi le nom de son personnage principal.

## Les personnages
- Geronimo : un « adolescent sauvage », élevé hors du monde par son oncle, un quadragénaire baba cool qui prône le retour à la nature et vit en autarcie dans une ferme isolée.
- Benjamin : dit Ben, 16 ans, un peu naïf et idéaliste, rêve d'effectuer lui aussi un retour à la terre. Il a une petite amie : Lola
- Virgile : 16 ans, petit, un peu rond.
- Malo : 16 ans. Grand blond, son père collectionne les bandes dessinées.
- Lola : petite amie de Benjamin
- Francis : oncle de Geronimo, « indien sédentaire » de France

## Albums
- Tome 1 (2007). Trois copains se préparent à partir en vacances. Quand un ermite, Francis, baba cool se fait écraser par un camion, ils décident de visiter sa maison et découvrent un adolescent sauvage : Géronimo. Élevé par son oncle, Géronimo n'a pas d'état civil, il n'a jamais quitté la ferme, il ne va pas à l'école, n'a jamais vu de fille, ne connaît rien à la société de consommation. Il passe son temps à effectuer tout le travail de la ferme de son oncle.  Les trois amis décident de l'emmener avec eux à la mer.

- Tome 2 (2010) Les trois copains et Géronimo s'installent dans un camping au bord de la mer. Benjamin espère bien retrouver sa petite amie, Lola, en vacances avec ses parents dans la même ville. Les deux autres tentent leur chance auprès d'une saisonnière, vendeuse de t-shirts, Mélanie. Elle les rembarre régulièrement. Géronimo poursuit ses découvertes : conduite d'un scooter, vol à l'étalage, lait en boite... et surtout les filles. Qui, ne sont pas insensibles à son charme sauvage. Mélanie finit par inviter la petite bande à passer une soirée chez elle, en l'absence de ses parents. Alors que Benjamin et Lola s'isolent dans une chambre, Geronimo et Mélanie font plus ample connaissance dans une autre. Le temps passe, Geronimo, trop curieux provoque une réaction de Mélanie et Lola s'aperçoit qu'elle a laissé passer l'heure. Elle doit d'urgence rentrer chez elle. Ses parents sont furieux et chassent Benjamin. Dépités, les garçons rentrent chez eux. À la ferme, l'oncle est de retour. Le temps d'un repas, il leur explique la naissance de Geronimo, le fils de sa sœur, morte à sa naissance, le serment qu'il lui a fait de l'élever comme un indien. La vie à la campagne ne réjouit pas les ados qui ne tardent pas à rentrer chez eux, laissant Geronimo et son oncle. Mais, le jour de la rentrée, l'oncle passe au lycée : Geronimo a disparu, il ne supportait plus sa vie de bohème...

- Tome 3 (2010)